# George Groves (boxe anglaise)
George Groves est un boxeur anglais né le 26 mars 1988 à Hammersmith.

## Carrière
Passé professionnel en 2008, il échoue tout d'abord par trois fois en championnat du monde des poids super-moyens contre Carl Froch en 2013 et 2014 et contre Badou Jack en 2015 avant de s'emparer du titre de champion WBA de la catégorie le 27 mai 2017 après sa victoire au sixième round contre Fedor Chudinov.
Groves conserve son titre par KO à la 4e reprise contre son compatriote Jamie Cox le 14 octobre 2017. Il conserve une nouvelle fois  sa ceinture WBA des poids super-moyens le samedi 17 février 2018 contre Chris Eubank Junior à l'unanimité des trois juges puis perd face à Callum Smith par KO au 7e round le 28 septembre 2018.
Il annonce mettre un terme à sa carrière de boxeur à seulement 30 ans le 31 janvier 2019.